# 마거릿 콜린
마거릿 콜린(Margaret Colin, 1958년 5월 26일 ~ )은 미국의 배우이다.

## 영화
- 핑크빛 연인
- 썸씽 와일드
- 뉴욕 세 남자와 아기
- 사랑의 기쁨 (영화)
- 터미널 스피드
- 인디펜던스 데이
- 데블스 오운
- 언페이스풀
- 대통령의 딸 (2004년 영화)
- 더 클럽 (2008년 영화)

## 텔레비전
- 애즈 더 월드 턴즈
- 매그넘 P.I.
- 시카고 메디컬
- 가십걸
- 로열 페인스고스트 & 크라임
- 블루 블러드 (드라마)
- 간호사 재키
- 굿 와이프
- 엘리멘트리
- 고담 (드라마)
- 마담 세크리터리
- 부통령이 필요해
- 쉐이즈 오브 블루
- 시카고 메드
- 가십걸 (2021년 드라마)